# 芒廷艾蘭 (北卡羅萊納州)
芒廷艾蘭（英語：Mountain Island）是位於美國北卡羅萊納州加斯頓縣的非建制地區。

## 歷史
芒廷艾蘭的郵局於1833年設立，其後於1910年停運。

## 地理
芒廷艾蘭所處的海拔為高於海平面216米（即709英呎），而該地所採用的時區為UTC-5，即北美东部时区（EST）。同時該地設有夏令時間，為UTC-5調快一小時，即UTC-4（EDT）。